# آنبو ۳
آنبو ۳ (به انگلیسی: ANBO_III) یک هواگرد ملخ‌پیشین تک‌موتوره از نوع   هواپیمای آموزشی ساخت شرکت Karo Aviacijos Tiekimo Skyrius است. هواگرد آنبو ۳ نخستین پروازش را در ۱۹۲۹ میلادی انجام داد. در مجموع، تعداد ۹ فروند از این هواگرد ساخته شده‌است.
طراح این هواگرد، Antanas Gustaitis بود.